# Amy Brenneman
Amy Frederica Brenneman (Glastonbury, 22 de junho de 1964) é uma actriz americana.
Participou dos filmes: Heat - Cidade Sob Pressão (Heat) (1995), Casper (1995) (Casper) (1995), Pânico no Túnel (Daylight) (1996), O Medo (Fear) (1996), Amigos e Vizinhos (Your Friends & Neighbors) (1998), Nine Lives (2005), 88 Minutos (88 Minutes) (2007) e O Clube de Leitura de Jane Austen (The Jane Austen Book Club) (2007) e Private Practice (2010).

## Início de carreira
Brenneman nasceu em Glastonbury, filha de um juiz do Superior Tribunal de Justiça do estado de Connecticut, e de uma advogada ambientalista. Ela se formou pela Universidade de Harvard em religião comparada, em 1987. Em Harvard, co-fundou a Companhia de Teatro Cornerstone, com a qual viajou por vários anos após a graduação.

## Carreira
Em seu primeiro grande papel de televisão, Brenneman interpretou a oficial Janice Licalsi na série NYPD Blue. Seu arco na história, que incluiu um relacionamento romântico com David Caruso, na primeira temporada do programa (1993-1994) e alguns poucos episódios na segunda. Foi indicada para um Emmy de melhor atriz (coadjuvante/secundária) em série dramática em 1994, e para atriz convidada de no ano seguinte. Depois de deixar a série, Brenneman apareceu em vários filmes, incluindo Casper (1995), Heat (1995), Fear (1996) e Nevada (1997). Teve um papel recorrente breve em Frasier, na temporada 1998-1999. Em 1999, tornou-se criadora e produtora executiva da série de TV Judging Amy, no qual interpretou a personagem-título. Brenneman interpretava uma mãe solteira, divorciada a trabalhar como juíza no Tribunal de Família de Hartford, Connecticut. O conceito foi baseado nas experiências da vida real de sua mãe, Frederica Brenneman, como juíza do tribunal superior no estado de Connecticut. Judging Amy foi exibido pela CBS durante seis temporadas e 138 episódios de 19 de setembro de 1999 a 3 de maio de 2005, obtendo boas audiências. Em março de 2007, Brenneman foi escalada para co-estrelar Private Practice, série derivada (spinoff) de Grey's Anatomy.

## Vida pessoal
Em 1995, casou-se com o diretor Brad Silberling no jardim da casa de seus pais. Têm dois filhos: Charlotte Tucker (20 de março de 2001) e Bodhi Russell (8 de junho de 2005). Brenneman também é uma forte defensora de leis mais restritivas de controle de armas, e em 2009 foi homenageada no Riviera Country Club, em Los Angeles, pelo Centro Brady para Prevenir a Violência com Armas, um grupo de controle de armas que favorece leis restritivas e apoia o banimento das armas de fogo.

## Televisão
| Ano        | Título           | Papel                  |
| ---------- | ---------------- | ---------------------- |
| 1993-1994  | NYPD Blue        | Oficial Janice Licalsi |
| 1998-1999  | Frasier          | Faye Moskowitz         |
| 1999-2005  | Judging Amy      | Amy Gray               |
| 2007       | Grey's Anatomy   | Dra. Violet Turner     |
| 2007- 2013 | Private Practice | Dra. Violet Turner     |
| 2014-2017  | The Leftovers    | Laurie Garvey          |

## Prêmios e Indicações

#### Emmy Awards
| Ano  | Categoria                                   | Indicação   | Notas    |
| ---- | ------------------------------------------- | ----------- | -------- |
| 1994 | Melhor Atriz Coadjuvante em Série Dramática | NYPD Blue   | Indicado |
| 1995 | Melhor Atriz Convidada em Série Dramática   | NYPD Blue   | Indicado |
| 2000 | Melhor Atriz em Série Dramática             | Judging Amy | Indicado |
| 2001 | Melhor Atriz em Série Dramática             | Judging Amy | Indicado |
| 2002 | Melhor Atriz em Série Dramática             | Judging Amy | Indicado |

#### Globo de Ouro
| Ano  | Categoria                       | Indicação   | Notas    |
| ---- | ------------------------------- | ----------- | -------- |
| 2000 | Melhor Atriz em Série Dramática | Judging Amy | Indicado |
| 2001 | Melhor Atriz em Série Dramática | Judging Amy | Indicado |
| 2002 | Melhor Atriz em Série Dramática | Judging Amy | Indicado |